# Dolno Tatesi
Dolno Tatesi (macedónul: Долно Татеши, albánul Tateshi i Poshtëm) település Észak-Macedóniában, a Délnyugati körzetben, Sztruga községben.

## Népesség
| Lakosok száma | 316  | 331  | 367  | 434  | 484  | 3    | 590  | 699  | 351  |
|               | 1948 | 1953 | 1961 | 1971 | 1981 | 1991 | 1994 | 2002 | 2021 |

2002-ben 699 lakosa volt, akik közül 697 albán és 2 egyéb.